# Amore provinciale
Amore provinciale (Small Town Girl) è un film del 1953 diretto da László Kardos.